# Hemihetrodes
Hemihetrodes is een geslacht van rechtvleugeligen uit de familie sabelsprinkhanen (Tettigoniidae). De wetenschappelijke naam van dit geslacht is voor het eerst geldig gepubliceerd in 1888 door Pictet.

## Soorten
Het geslacht Hemihetrodes  is monotypisch en omvat slechts de volgende soort:
- Hemihetrodes bachmanni (Karsch, 1887)